# Relaciones Chile-Líbano

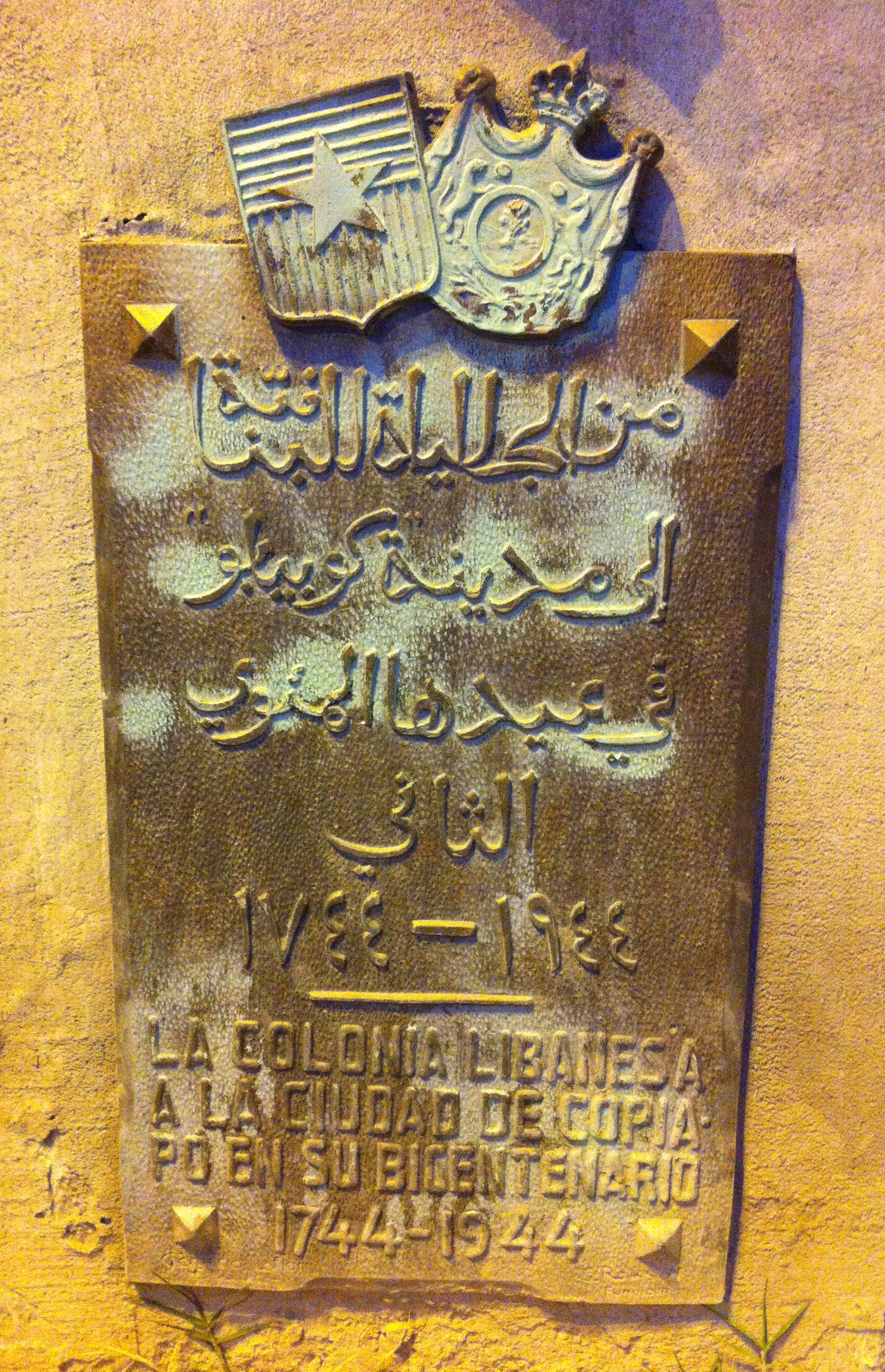
Placa conmemorativa de la colonia libanesa en Chile a la ciudad de Copiapó en su Bicentenario (1744-1944).

Las relaciones Chile-Líbano son las relaciones internacionales entre la República de Chile y la República Libanesa. 

## Historia
Chile y El Líbano establecieron relaciones diplomáticas en 1945, las que se han mantenido en forma ininterrumpida. Chile nombró en 1968 a Alberto Sfeir como su primer embajador residente en el país asiático.
En atención a que El Líbano ha sido víctima de numerosos conflictos internos, los acuerdos y tratados bilaterales con Chile se han visto interrumpidos sin poder materializarse. El primer antecedente en esta materia data de 1950, cuando ambos países firmaron en Beirut un tratado de paz y amistad, que entró en vigencia al año siguiente. En 1955, se suscribió un acuerdo en materia de cooperación cultural, pero no consta en los registros oficiales que haya sido ratificado por las partes contratantes. En noviembre de 1997, Chile y El Líbano firmaron un convenio sobre cooperación comercial y económica, mientras que dos años después suscribieron un acuerdo de promoción y protección recíproca de inversiones. En agosto de 2005, el Intendente de la Región de Valparaíso, Luis Guastavino, y el gobernador de Beirut Atallah Ghacham, firmaron un memorando de intenciones para hermanar a la ciudad de Beirut con la de Valparaíso.
En diciembre de 2014, el ministro de Asuntos Exteriores y Emigrantes del Líbano, Gebran Bassil, realizó una visita oficial a Chile, siendo la primera vez de un canciller libanés en el país sudamericano.
En octubre de 2024, un avión de la Fuerza Aérea de Chile partió al Líbano para repatriar compatriotas en medio de la guerra libanesa-israelí, llevando además una carga de ayuda humanitaria aportada por el Gobierno y la comunidad libanesa en Chile. El país sudamericano mantenía, a esa fecha, a dos oficiales prestando servicios como parte de las fuerzas de mantenimiento de la paz en la misión de Naciones Unidas en el Líbano, en el sur del país.

## Relaciones económicas
En materia económica, el intercambio comercial entre ambos países ascendió a los 4,4 millones de dólares estadounidenses en 2022, lo que significó un aumento del 8,2% en los últimos cinco años. Los principales productos exportados por Chile a El Líbano fueron nueces y salmones, mientras que Líbano mayoritariamente exporta al país sudamericano hortalizas conservadas y agujas.

## Misiones diplomáticas
- Chile tiene una embajada en Beirut y un consulado honorario en Trípoli.[7]

- Líbano cuenta con una embajada en Santiago de Chile y consulados honorarios en Viña del Mar y Copiapó.[8]